# Biserica de lemn din Broșteni, Suceava
Biserica de lemn „Sfântul Nicolae” din Broșteni, cunoscută și ca Biserica-muzeu „Ion Creangă”, este un lăcaș de cult ortodox construit în a doua jumătate a secolului al XVIII-lea în satul (astăzi orașul) Broșteni aflat în județul Suceava. Edificiul religios are hramul Sfântul Nicolae, sărbătorit la data de 6 decembrie, și a avut de-a lungul timpului dublu rol, de biserică parohială și școală. Între elevii care au învățat în această școală se numără și Ion Creangă, care a poposit la Broșteni în perioada 1848-1849. În prezent biserica de lemn are destinația de muzeu.
Ansamblul bisericii „Sfântul Nicolae” din Broșteni a fost inclus pe Lista monumentelor istorice din județul Suceava din anul 2015 la numărul 213, având codul de clasificare cod LMI SV-II-a-B-05502. El este format din două obiective:
- Biserica de lemn „Sfântul Nicolae” – construită în 1779 și având codul SV-II-a-B-05502.01 și
- Clopotniță – construită în 1779 și având codul SV-II-a-B-05502.02.

## Istoric

### Istoricul localității
Localitatea Broșteni este situată în sud-vestul județului Suceava, la granița cu județele Neamț și Harghita, pe cursul mijlociu al râului Bistrița, în partea de sud-est a bazinului Dornelor. Șoseaua națională DN 17B Vatra Dornei – Piatra Neamț tranzitează localitatea.
Broșteni se află în partea nordică a Carpaților Orientali, fiind o așezare tipică de munte. Iată cum descrie Ion Creangă (care a locuit și învățat pentru o scurtă perioadă la Broșteni) această localitate în opera sa, Amintiri din copilărie: „Și satul Broștenii fiind împrăștiat, mai ca toate satele de la munte, nu se rușinau lupul și ursul a se arăta ziua-miaza-mare prin el; o casă ici, sub tihăraia asta, alta dincolo de Bistriță, sub altă tihăraie, mă rog, unde i-a venit omului îndemână să și-o facă.”
Broșteni a făcut parte din Braniștea Voronețului din 1488 până în 1807. Această moșie a fost dăruită de domnitorul Ștefan cel Mare Mănăstirii Voroneț, care a stăpânit-o în vechile hotare până când aceasta a fost anexată Imperiului Habsburgic în 1774.
După anexarea părții de nord-vest a Moldovei de către austrieci (care aveau s-o denumească Bucovina), o parte din Braniștea pe care se află astăzi comuna Crucea și orașul Broșteni a rămas în Moldova, în stăpânirea lui Teodor Mustață care, în februarie 1807, a vândut-o lui Constantin Balj. Începând cu 1877 comuna Broșteni a devenit proprietatea lui Carol I, domnitorul țării, prin cumpărare de la Balj.
După intrarea Broșteniului în stăpânirea Casei Regale, au fost construite căi rutiere județene și naționale spre aceste așezări și s-a dezvoltat mineritul. În anul 2004 comuna Broșteni a fost ridicată la rangul de oraș.

### Ctitorirea bisericii de lemn
Biserica de lemn din Broșteni a fost construită în a doua jumătate a secolului al XVIII-lea. Există mai multe variante în ceea ce privește datarea bisericii: unele surse precizează că biserica datează din anul 1779, în timp ce alte surse menționează că biserica ar fi fost construită în perioada 1760-1765. Nicolae Iorga și Gheorghe T. Kirileanu consemnează ca dată a începerii lucrărilor anul 1765.
Edificiul a fost ridicat din lemn de brad și tisă de către locuitorii satului Broșteni, ajutați fiind de locuitorii satelor vecine Lungeni și Neagra. Biserica a fost construită pe locul uneia mai vechi și a primit hramul Sfântul Nicolae (sărbătorit la data de 6 decembrie). Meșterii au fost frații Petru și Ioniță Erei, aduși din Bucovina. Pe ancadramentul pridvorului se descifrează, fragmentar, o inscripție în lemn care amintește de numele meșterilor: „Să se știe că această sfântă și dumnezeiască biserică, am făcut eu Erei Petru cu fratele meu Ioniță.” Aceștia au realizat lucrarea sub îndrumarea unui călugăr numit Daniil de la Voroneț, în acea perioadă Broșteni făcând parte din Braniștea Voronețului. De asemenea, călugărul Daniil a dăruit locul pentru biserică și pentru livada și cimitirul din imediata vecinătate.
Biserica a fost lucrată în întregime manual, din bardă și cuțitoaie, fără joagăr sau fierăstrău de mână. Cu toate acestea, a fost decorată cu înflorituri și diferite motive lucrate cu multă migală și răbdare, din cuțite, de către meșteri lemnari.
Atestarea lăcașului se documentează printr-o însemnare, de la paginile 1-3, în partea de jos a filelor Cazaniei (București, 1786): „...Popa Gavriil sîn Petrii Popăscul ot Stiulbicani și s-au dat la biserica din Broșteni, unde se prăznuiește hramul sfântului ierarhul Necolai, unde și preot dintăieș-dată a fost la această sfântă biserică, în cursul anilor, de la alcătuirea lumii, 1790 iară de când s-au făcut biserica din Broșteni la acest văleat 7286 (1778)”.
Tradiția locală vorbește de un haiduc pe nume Moglan, care a contribuit la construcția edificiului de lemn, oferind bani și haiduci ca mână de lucru. O parte mai mică din sumele necesare au fost obținute de la enoriașii din satul Broșteni, destul de puțini la număr în acea perioadă. După finalizarea construcției lăcașului, același călugăr Daniil a contribuit parțial cu bani pentru odoare și cărți bisericești. Tot el, împreună cu fratele său pe care îl avea ca ucenic, au realizat picturile icoanelor confecționate din lemn de molid. Odată cu biserica de lemn, în curte a fost ridicat și un turn clopotniță.

### Prima școală din Broșteni

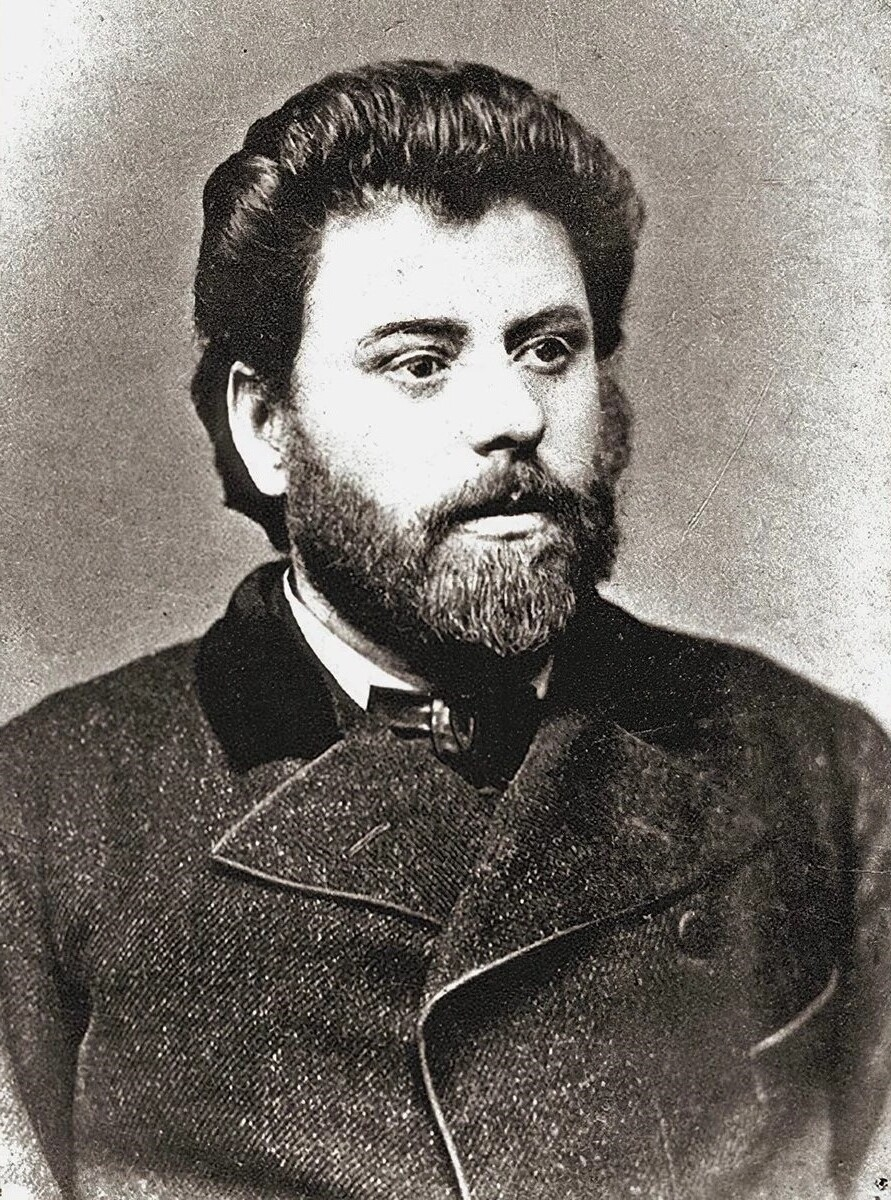
Ion Creangă

În anul 1840 la Broșteni a fost înființată prima școală de pe valea Bistriței. Școala lui Alecu Baloș (după cum era cunoscută) funcționa în pronaosul bisericii de lemn, unde inițial învățau 6 elevi, apoi, în etape succesive, până la 12 elevi. Primul dascăl a fost Nicolai (Niculai) Nanu, absolvent al Seminarului Socola din Iași în 1839. După rezultatele pe care le-a dat școala din Broșteni, din unele însemnări se poate trage concluzia că avea o cultură destul de vastă pentru acele vremuri. Pe lângă știința de carte mai avea și alte calități precum cea de cântăreț bisericesc. Cursurile durau cinci ani, iar absolvenții primeau un atestat pe baza căruia se puteau hirotonisi. În școală, pe lângă cunoștințele religioase, erau predate istoria, geografia și aritmetica.
Nicolai Nanu a predat la Broșteni timp de zece ani, din 1840 până în 1850. Moare în 1851, fiind înmormântat în curtea bisericii de lemn. Pe vechea cruce de piatră a mormântului său se află o inscripție cu următorul text: „Aici odihnește Niculai Nanu, întâiul învățător în valea Bistriței, la școala lui Baloș din Broșteni 1840-1850.” În prezent liceul din localitate îi poartă numele.
Între elevii care au învățat la școala găzduită în pronaosul bisericuței de lemn se numără și renumitul scriitor Ion Creangă (1837-1889), care a poposit pentru scurt timp la Broșteni în 1848-1849, când avea vârsta de 12 ani. L-a avut ca învățător pe Nicolai Nanu și se afla în grija Irinucăi, episod amintit în opera sa, Amintiri din copilărie: „...am să iau nepotul cu mine și am să-l duc la Broșteni, cu Dumitru al meu, la profesorul Nicolai Nanu, de la școala lui Baloș. Și-ți vedea voi ce-o scoate din băiet; că de ceilalți băieți ai mei, Vasile și Gheorghe, am rămas tare mulțămit, cât au învățat acolo... Zău, mare pomană și-a mai făcut Alecu Baloș cu școala ceea a lui, cine vrea să înțeleagă; și, Doamne, peste ce profesor înțelept și iscusit a dat. Așa vorbește de blând și primește cu bunătate pe fiecare, de ți-i mai mare dragul să te duci la el...”

### De la biserică parohială la muzeu
Biserica de lemn a fost folosită de enoriașii din Broșteni circa o sută de ani, până în 1865, când boierul Alecu Baloș (Balj) a contribuit la zidirea unei biserici mai mari, din piatră și cărămidă. Această biserică a existat până în anul 1917, când a fost dărâmată de trupele austro-ungare iar materialul a fost urcat cu funicularul pe dealul Afiniș pentru construirea de obiective necesare armatei în timpul Primului Război Mondial. Puținii locuitori rămași în sat au folosit iarăși vechea biserică de lemn timp de aproximativ opt ani, până în 1925, când a fost sfințită o nouă biserică de zid, de dimensiuni mai mari ca precedenta, ridicată lângă bisericuța de lemn și având același hram ca aceasta.
În 1883, cu ocazia vizitei regelui Carol I la Broșteni, s-a dat ordin ca vechea biserică de lemn să se acopere și să se păstreze ca un „scump odor bătrânesc” în care să se strângă și să se adăpostească toate cărțile și lucrurile vechi din comună.
În anul 1950, biserica de lemn a fost transformată în muzeu sătesc de etnografie, artă populară și istorie locală. În prezent bisericuța de lemn funcționează ca muzeu, motiv pentru care este cunoscută și sub denumirea Biserica-muzeu „Ion Creangă”, în timp ce biserica de zid din imediata vecinătate funcționează ca biserică parohială.

## Arhitectura bisericii
Biserica de lemn din Broșteni este construită din bârne de brad cioplite în patru muchii și îmbinate în „coadă de rândunică”, cu întărituri din lemn de tisă și cuie forjate de meșteri fierari. Lăcașul a fost clădit pe o fundație din lespezi de piatră. Streașina largă este sprijinită pe console în retrageri decorate cu motivul rozetei. Acoperișul este înalt, cu pante repezi și are o învelitoare din draniță bătută în „solzi”.
Monumentul are plan triconc (formă de cruce), cu absida altarului pentagonală decroșată față de restul corpului construcției și cu pronaos poligonal. Lăcașul de cult este prevăzut cu un pridvor deschis pe latura de sud, deasupra căruia se înalță un turn clopotniță. Lungimea bisericii la interior este de 13.50 metri, iar lățimea în dreptul stranelor de 5 metri. De-a lungul timpului edificiul nu a fost supus modificărilor, forma actuală a monumentului fiind cea originală. Doar acoperișul a fost refăcut în mai multe rânduri, ultima oară în 2004. Intrarea în biserică se face din pridvor, printr-o ușă aflată în peretele sudic al pronaosului.

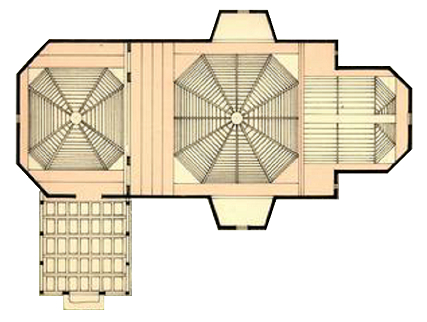
Planul bisericii de lemn din Broșteni

În interior, biserica este împărțită în patru încăperi: pridvor, pronaos, naos și altar. Pridvorul situat în partea de sud-vest datează din aceeași perioadă cu biserica. El are o formă dreptunghiulară și este deschis pe trei laturi, având un parapet median din scânduri. Stâlpi cu secțiunea pătrată susțin cosoroaba și sunt racordați la grinda superioară prin câte două umerașe cu decupaj geometric. Pridvorul este acoperit cu un tavan casetat. Intrarea în pridvor se realizează printr-o ușă aflată pe latura sudică, de înălțimea parapetului median. Ușa prezintă la partea superioară un joc de arcade ce culminează la centru cu o cruce. Deasupra intrării în pridvor se află o placă cu inscripția: „Biserica monument istoric 1760.” În pridvor se află o scară ce duce până la turnul clopotniță. Acesta se înalță deasupra pridvorului, desprinzându-se din acoperiș. La partea superioară turnul clopotniță este deschis, având înfățișarea unui foișor. Acoperișul turlei este din draniță și se sprijină pe opt stâlpi cu secțiunea pătrată.
Intrarea în biserică se face pe o ușă confecționată din lemn de tisă și situată în peretele sudic al pronaosului. Ancadramentul ușii de intrare, realizat de asemenea din lemn de tisă, este decorat în întregime cu o suită de motive geometrice incizate. Pronaosul se încheie în partea de vest cu o absidă poligonală cu trei laturi. În axul absidei este dispusă o fereastră dreptunghiulară. Deasupra pronaosului se află o boltă construită din scânduri de brad, în nervuri de lemn, pe plan poligonal și fâșii curbe. Pronaosul este despărțit de naos printr-un perete din bârne de brad, cu un gol de trecere central, încheiat cu arc în plin cintru.
Naosul are o formă dreptunghiulară, cu două abside laterale de formă poligonală cu trei laturi, în axul cărora se află dispusă câte o fereastră dreptunghiulară de dimensiuni reduse. Absidele laterale au tavanul ușor înclinat spre exterior, compunându-se din scânduri de brad alăturate. Bolta naosului este realizată în aceeași tehnică de execuție ca și bolta pronaosului, doar că are o deschidere mai largă. Cele 12 nervuri ale bolții pornesc de pe un plan poligonal, rezemându-se pe console mici ornamentate în „cap de cal” și unindu-se în cheia bolții marcată printr-o rozetă policromă.
Altarul are o absidă decroșată de formă pentagonală, iar în decroșurile de nord și de sud (de forme pătrate) se află proscomidiarul și diaconiconul. Această încăpere are trei ferestre: una dreptunghiulară, de dimensiuni mai mari, în axa absidei și două pătrate, de dimensiuni mai mici, în pereții estici ai celor două nișe. Altarul este acoperit cu o boltă semicilindrică pe nervuri (arcuri dublouri), racordată la est cu fâșii curbe. Bolta este retrasă de la pereți prin intermediul unor grinzi, având la margine o tăietură longitudinală. Cheia bolții semicilindrice este o scândură pictată, reprezentând central o înlănțuire de romburi monocrome egale, iar marginal se desfășoară o suită de arce de cerc paralele.
Biserica nu este pictată pe interior. Iconostasul este lucrat după tradiție dintr-un singur lemn, cu pictură naivă, înfățișând scene precum „Cina cea de taină”, „Sfântul Nicolae” sau cele 12 praznice ortodoxe. Picturile au fost executate de călugări-zugravi de la Schitul Durău.

## Colecția muzeală
Muzeul adăpostit de biserica de lemn a fost înființat în anul 1950, inițial ca muzeu comunal, având specificele etnografic, de artă religioasă și istorie locală. O parte importantă a colecției muzeale este expusă în pronaosul bisericii, unde odinioară se țineau cursurile primei școli din Broșteni. Aici se găsesc obiecte funerare (prapuri) de la sfârșitul secolului al XIX-lea și începutul secolului al XX-lea, icoane bizantine (inclusiv icoane împărătești), un clopot german din timpul războiului, vase pentru cult (potir, disc, steluță), cărți religioase, vase din lemn pentru anaforă, trusă de botez și trusă de împărtășanie din lemn, diferite cruci de mână, candele. Pereții pronaosului sunt decorați cu fotografii de epocă și litografii referitoare la biserică și împrejurimile localității, consiliile parohiale sau mitropoliții bucovineni. În naosul bisericii se află stranele originale precum și un analog cu strana la care a cântat Ion Creangă. În afară de muzeul organizat în incinta bisericii de lemn, în orașul Broșteni mai există Muzeul Etnografic al Grupului Școlar „Nicolai Nanu”, situat în școala din satul Holda și colecția particulară „Gheorghe Gavrilescu”.

## Imagini

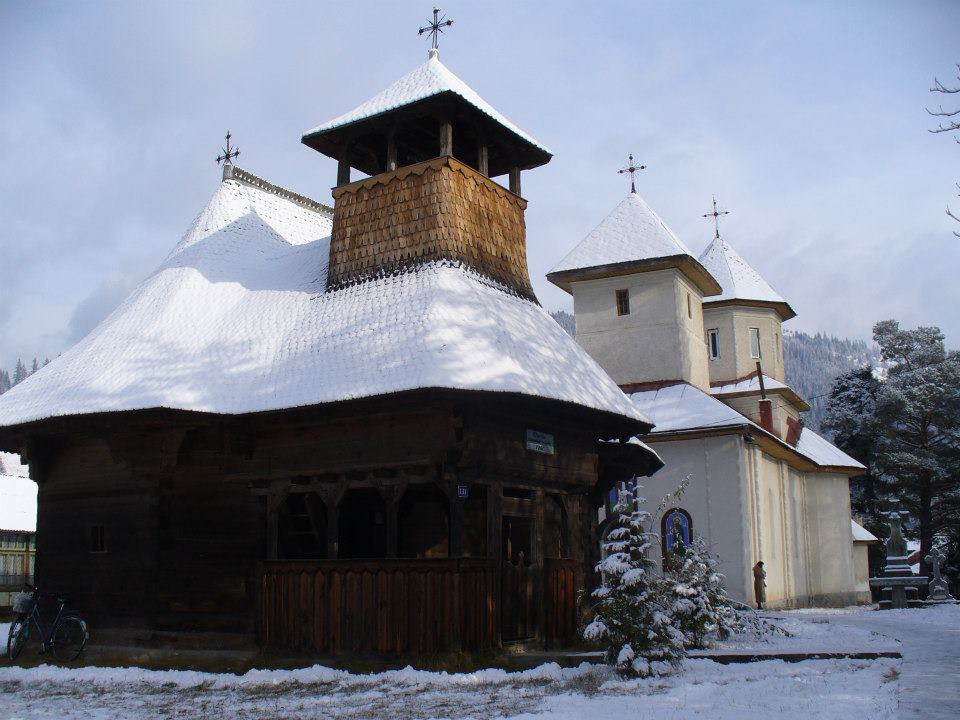
Biserica pe latura sud-vestică
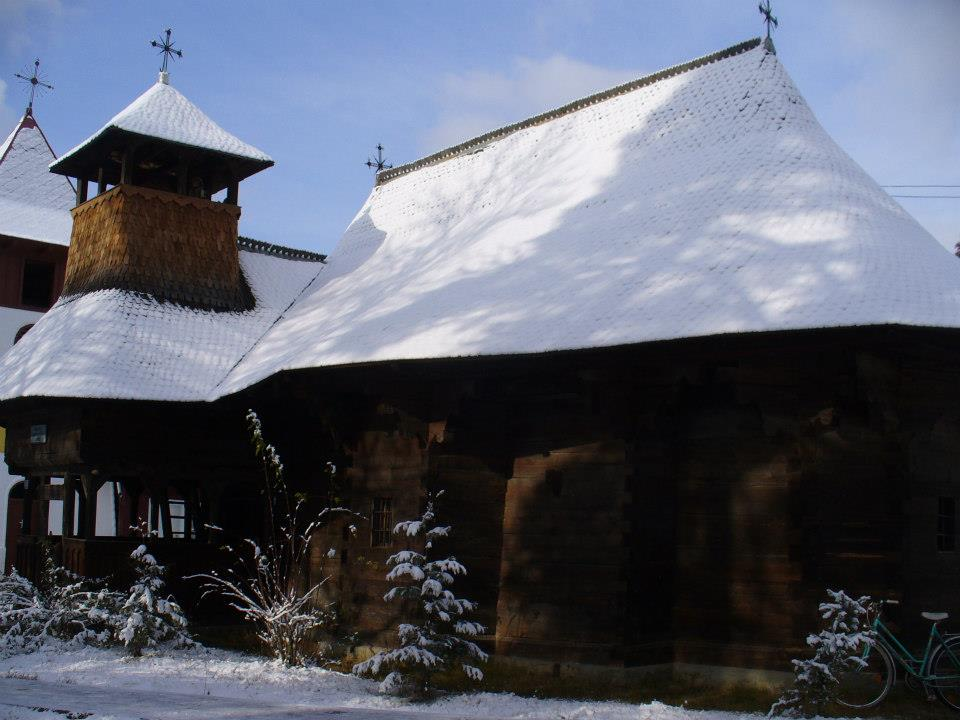
Biserica pe latura sud-estică
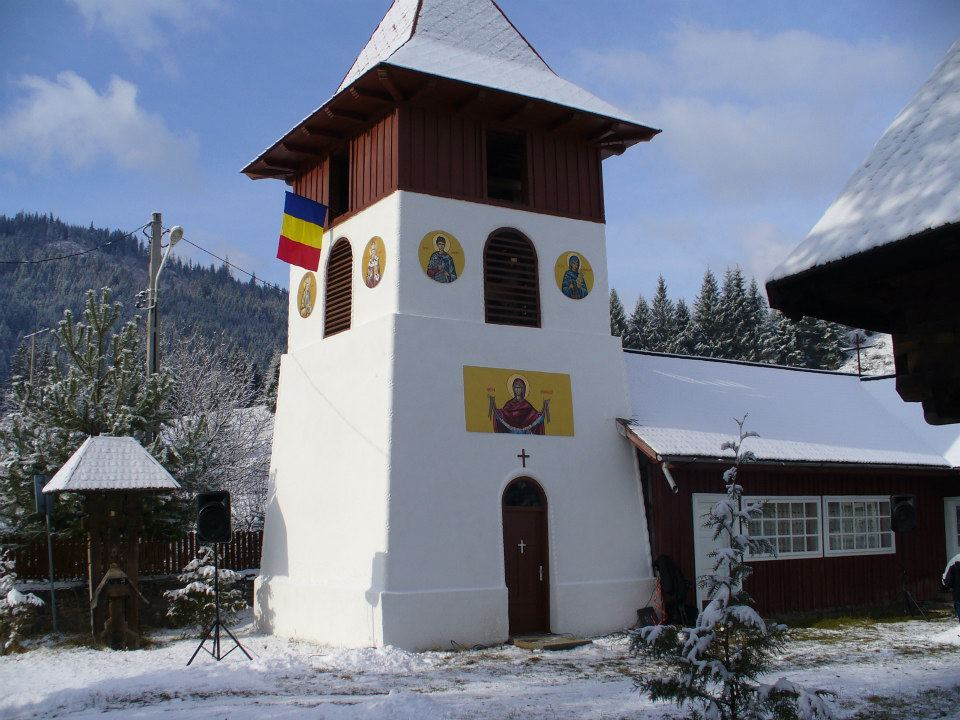
Turnul clopotniță
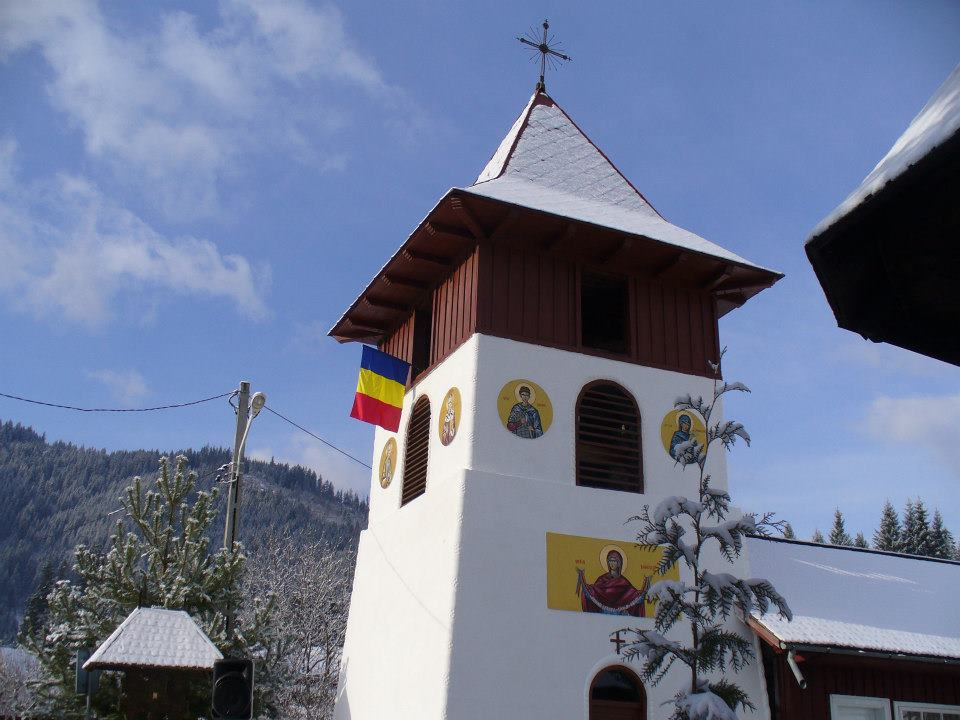
Turnul clopotniță
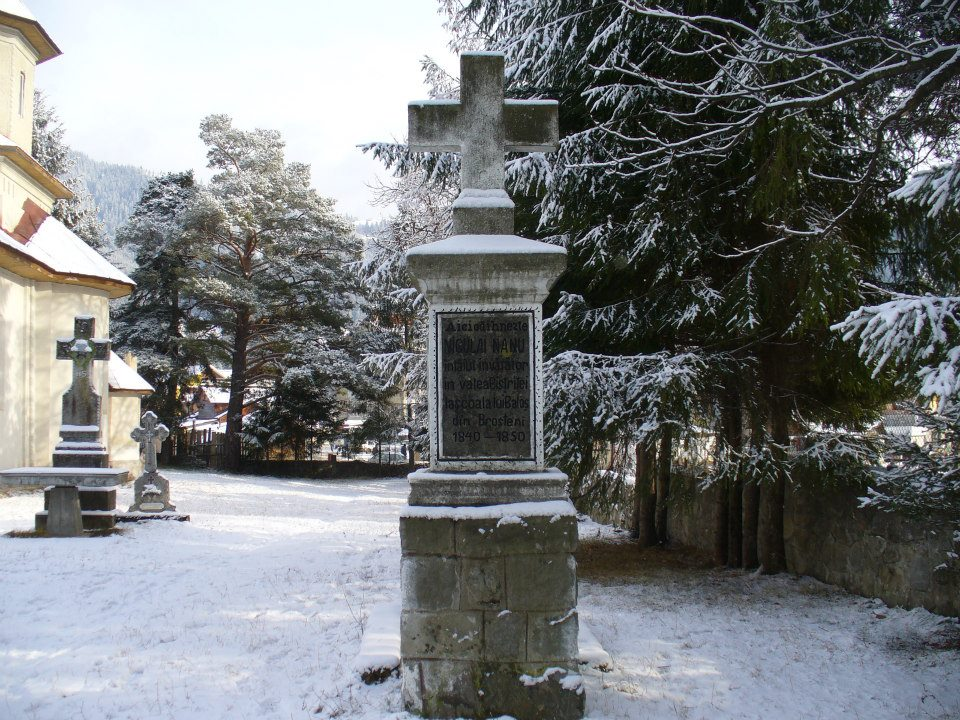
Mormântul învățătorului Niculai Nanu, aflat în curtea bisericii
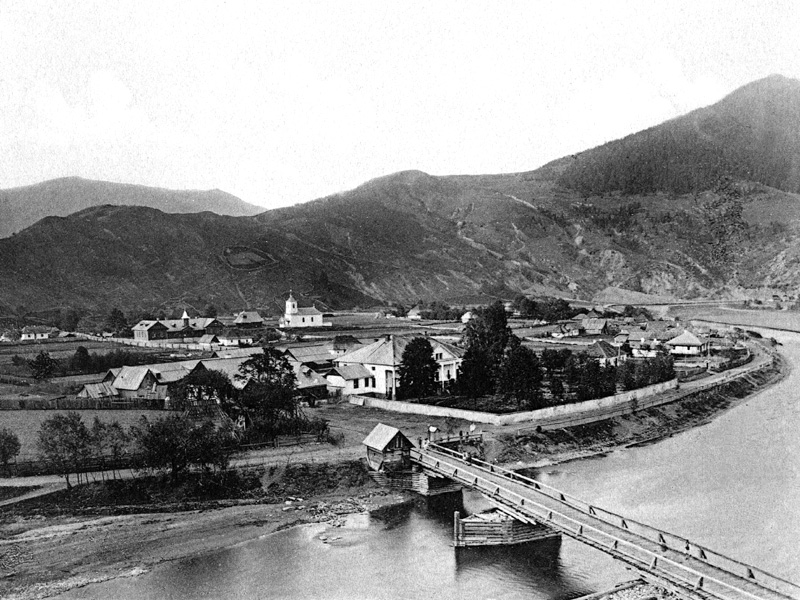
Broșteni în perioada 1901-1904, cu biserica de lemn și biserica de zid distrusă în 1917